# Нюдя-Латаяха
Нюдя-Латаяха (устар. Нюди-Лыти-Яха) — река в России, протекает по Ямало-Ненецкому АО. Устье реки находится в 211 км по правому берегу реки Пякупур. Длина реки составляет 32 км.

## Притоки
- 7 км: Витютъяха (пр)
- 12 км: Тыдэсамъяха (пр)
- 14 км: Лимбяяха (пр)

## Данные водного реестра
По данным государственного водного реестра России, относится к Нижнеобскому бассейновому округу, водохозяйственный участок реки — Пур, речной подбассейн отсутствует. Речной бассейн реки — Пур.
Код объекта в государственном водном реестре — 15040000112115300055684.